# متنزه كومودو الوطني
متنزه كومودو الوطني هو متنزه وطني في إندونيسيا ويقع ضمن جزر سوندا الصغرى في المنطقة الحدودية بين محافظة نوسا تنقارا الشرقية ومحافظة نوسا تنقارا الغربية. ويضم المتنزه ثلاث جزر كبيرة وهي كومودو وبادار ورنكا بالإضافة إلى 26 جزيرة صغيرة مع مساحة إجمالية قدرها 1733 كيلومتر مربع (603 كيلومتر مربع من المساحة عبارة عن يابسة). وقد تم إنشاء المتنزه الوطني في عام 1980 لحماية تنين كومودو وهو أضخم سحلية في العالم. وفي وقت لاحق تم تخصيص المتنزه لحماية الأنواع الأخرى بما في ذلك الأنواع البحرية. وفي عام 1991 تم إعلان المتنزه الوطني من مواقع التراث العالمي التابعة لليونسكو.
وقد تم اختيار متنزه كومودو الوطني باعتباره واحدا من عجائب الدنيا السبع الطبيعية. وتحتوي أيضا المياه المحيطة بجزيرة كومودو على تنوع أحيائي بحري غني. وتعد جزر كومودو أيضا جزءا من المثلث المرجاني الذي يحتوي على أحد أغنى التنوعات الأحيائية البحرية على وجه الأرض.

## التاريخ
تأسس متنزه كومودو الوطني في عام 1980 وأعلنته اليونسكو موقعا للتراث العالمي ومحمية للإنسان والمحيط الحيوي في عام 1991 حيث تأسس المتنزه في البداية للحفاظ على تنين كومودو الفريد (Varanus komodoensis) والذي اكتشف لأول مرة في عام 1912 عن طريق.J.K.H فان ستاين ومنذ ذلك الحين توسعت أهداف المحمية لتشمل حماية التنوع الحيوي بأكمله البحري والبري.
الغالبية العظمى من الناس داخل المتنزه وحوله هم من الصيادين الذين هم في الأصل من بيما (سومباوا) ومانجاراي وجنوب فلوريس وجنوب سولاويزي. ينتمي الأشخاص الذين هم من جنوب سولاويزي إلى جماعات سوكو باجاو أو بوجس العرقية حيث كانت جماعة سوكو باجاو في الأصل من الرحّل وكانوا ينتقلون من مكان إلى آخر في منطقة سولاويزي ونوسا تينجارا ومالوكو لكسب عيشهم. ومازال أحفاد الشعب الأصلي لكومودو (أتا مودو) يعيشون في كومودو ولكن لم يتبقَ منهم أحد كما أن ثقافتهم ولغتهم تندمج تدريجيا مع ثقافة ولغة المهاجرين الجدد.
ولا يُعرف سوى القليل عن التاريخ القديم لسكان جزر كومودو حيث كانوا يتبعون سلطنة بيما على الرغم من أن بعد الجزيرة من بيما جعل تدخل السلطنة في شؤونها مقتصرا على طلب دفع الضرائب أحيانا.

## الجغرافيا والمناخ

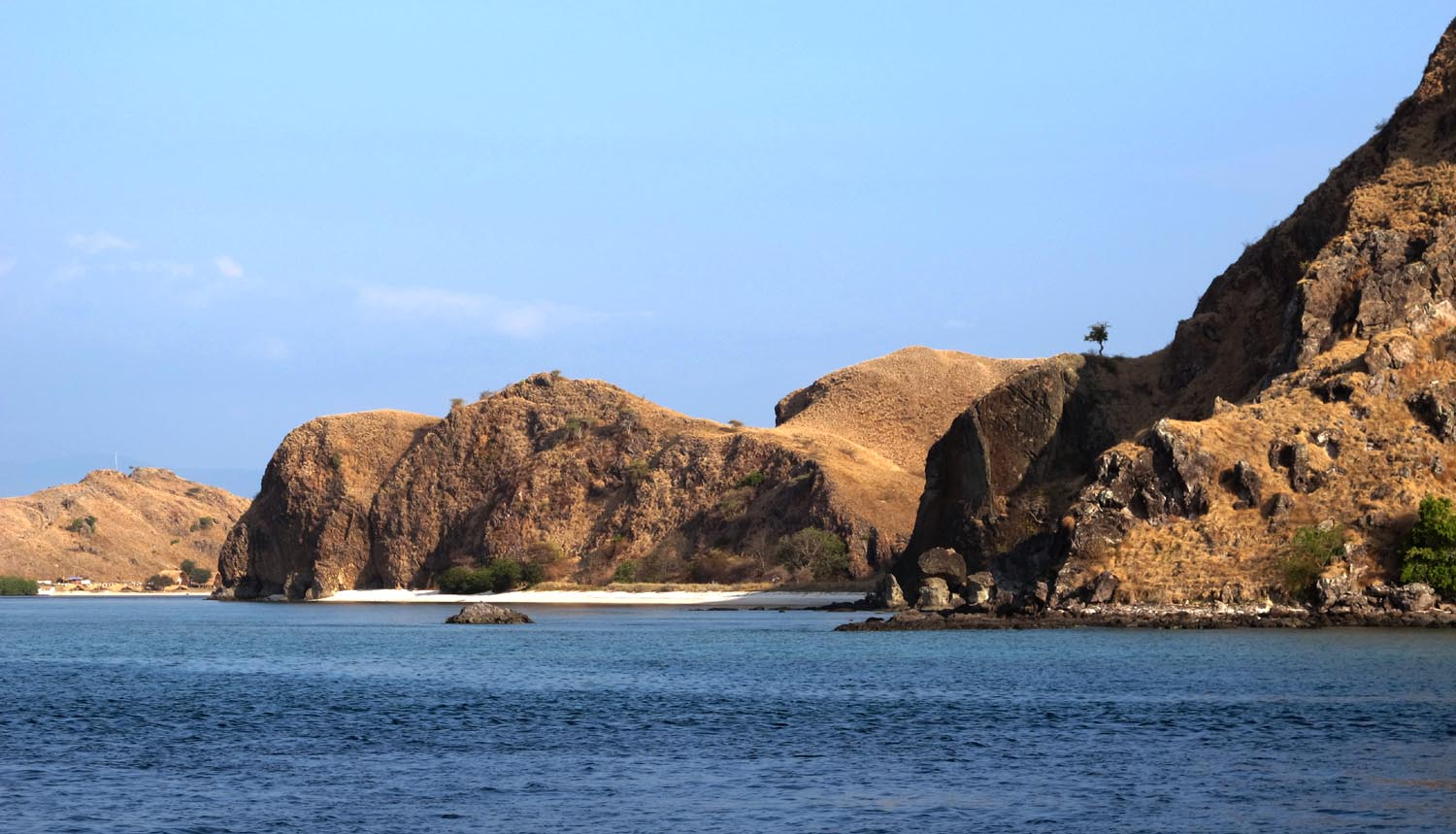
تعد جزر كومودو أحد أكثر الأماكن جفافا في إندونيسيا لما تتميز به من تضاريس وعرة وعدد قليل من الأشجار.

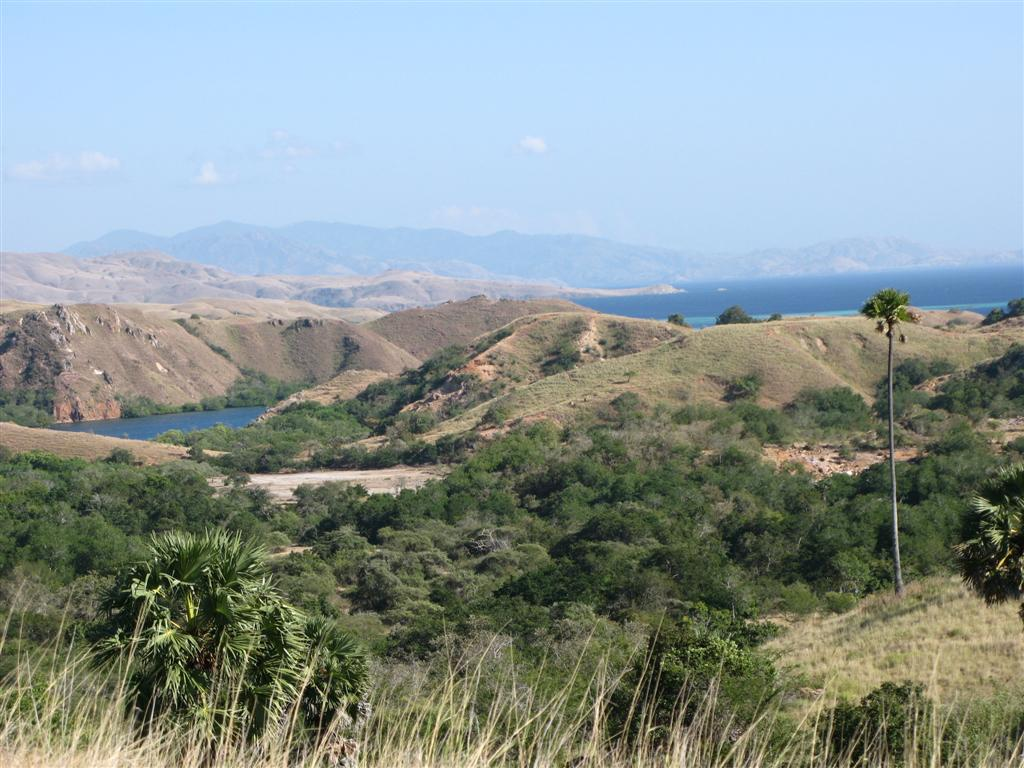
جزيرة رنكا

يضم المتنزه القسم الساحلي من غرب جزيرة فلوريس والجزر الثلاثة الأكبر وهي: كومودو وبادار ورنكا و26 جزيرة صغيرة بالإضافة إلى المياه المحيطة بمضيق سييب. وجزر المتنزه الوطني هي من أصل بركاني حيث تتميز بتضاريس وعرة بشكل عام وبتلال مدورة مع ارتفاعات تصل إلى 735 متر. وتعد المنطقة من أكثر المناطق جفافا بإندونيسيا إذ يتراوح معدل الهطول السنوي للأمطار بين 800 و1000 مليمتر ويبلغ المتوسط اليومي لدرجات الحرارة في الموسم الجاف من مايو إلى أكتوبر حوالي 40 درجة سيليزية.

## النباتات والحيوانات
المناخ الحار والجاف للمتنزه والذي يتميز بنباتات السافانا جعله موطنا جيدا لتنين كومودو المتوطن في المنطقة (Varanus komodoensis). ويقتصر وجود تنين كومودو على جزر كومودو(1700 تنين) ورنكا (1300 تنين) وجيلي موتانج (100 تنين) وجيلي داسامي (100 تنين) وجزيرة فلوريس (2000 تنين تقريبا) بينما انقرض من على جزيرة بادار.
وتظهر الغابات الضبابية فقط في مناطق قليلة على ارتفاع أعلى من 500 متر لكنها توفر موطن للعديد من النباتات المتوطنة. ويشمل الغطاء النباتي الساحلي غابات الأيكة الساحلية (المنغروف) التي تظهر عادة في الخلجان المحمية للجزر الثلاث الكبيرة.
تغطي الشعاب المرجانية الهامشية والقطع المرجانية مناطق واسعة النطاق، وأفضل مكان لنموها هو الساحل الشمالي الشرقي لكومودو. والمتنزه غني بالحياة البحرية فهو يضم: قرش الحوت وسمكة شمس المحيط وأسماك شيطان البحر والشفانين العقابية وفرس البحر القزم والسمك الأنبوبي الشبح والسمك الضفدع المهرج وعاريات الخيشوم والأخطبوط ذي الحلقات الزرقاء والإسفنجيات والغلاليات والمرجان.
هنالك أصناف من رتبة الحيتان تقطن في المياه المجاورة من الدلافين صغيرة الحجم إلى حيتان العنبر وحتى الحيتان الزرقاء وقد تم تأكيد أن حيتان الأومورا وهي إحدى فصائل الهراكلة التي لا يُعرف عنها الكثير تجوب المياه بداخل المتنزه. ومازالت حيوانات الأطوم المهددة بالانقراض تعيش في مناطق كومودو كذلك.
يعد تنوع الحيوانات البرية أقل مقارنة بتنوع الحيوانات البحرية، فعدد أصناف الحيوانات البرية الموجودة في المتنزه ليس عال لكن المنطقة مهمة من منظور الحفظ حيث أن بعض الأنواع متوطنة في المنطقة. والكثير من الثدييات هي آسوية الأصل حيث تضم: أيل روسا جاوي والخنزير البري وجاموس الماء والمكاك طويل الذيل والزباد. كما أن العديد من الزواحف والطيور هي أسترالية الأصل وتشمل الشقبان برتقالي الأقدام والكوكاتو أصفر العرف وطائر الراهب أبو خوذة.
أكثر الزواحف شهرة في متنزه كومودو الوطني هو تنين كومودو (Varanus komodoensis) وهو يعد أكبر سحلية في العالم ومن بين أضخم الزواحف في العالم حيث يمكن أن يصل طوله إلى ثلاثة أمتار أو أكثر ويمكن أن يصل وزنه لأكثر من 70 كيلوجرام.
تم العثور على اثني عشر نوعا من أنواع الثعابين الأرضية في الجزيرة بالإضافة إلى الأنواع البحرية وهي تشمل: كوبرا جاوة الباصقة (Naja sputatrix) وأفعى راسيل (Daboia russelii) وأفعى الأشجار الخضراء (Trimeresurus albolabris) وأفعى بحرية من نوع (Laticauda laticaudata) وأصلة تيمور (Python timoriensis). وتضم السحالي تسعة أنواع من الفصيلة السقنقورية (Scinidae)، والفصيلة الوزغية (Gekkonidae)، وفصيلة السحالي عديمة الأرجل (Dibamidae)، ومن فصيلة ورل السحالي (الورليات) مثل تنين كومودو (Varanidae). أما الضفادع فهي تشمل: الضفدع الآسيوي الضخم (Kaloula baleata) وضفدع من نوع (Oreophryne jeffersoniana) المتوطن في المنطقة والذي يسمى أيضا (Oreophryne darewskyi). وعادة ما تعيش الضفادع على ارتفاعات عالية ورطبة. وكان تمساح المياه المالحة (Crocodylus porosus) فيما مضى يعيش في المتنزه في المناطق الساحلية بما في ذلك مستنقعات الأيكة الساحلية (المنغروف) لكنه انقرض في المنطقة.
وتضم الثدييات الموجودة في المتنزه أيل روسا جاوي (Cervus timorensis) وهو الفريسة الرئيسة لتنين كومودو والأحصنة (Equus sp.) وجاموس الماء (Bubalus bubalis) والخنزير البري (Sus scrofa vittatus) والمكاك طويل الذيل (Macaca fascicularis) وزباد النخيل الآسيوي (Paradoxurus hermaphroditus lehmanni) وجرذ كومودو المتوطن في المنطقة (Rattus rintjanus) وخفافيش الفاكهة. وتشمل الثدييات المحلية بداخل المتنزه: الماعز والقطط والكلاب وهي برية.
وأحد أنواع الطيور الرئيسة هو الشقبان برتقالي الأقدام (Megapodius reinwardti) وهو طائر يعيش على الأرض. وتم رصد 27 نوعا من أنواع الطيور في مناطق السافانا. ويعد حمام الحمار الوحشي (Geopelia striata) والحمام المنقط (Streptopelia chinensis) من أكثر الأنواع شيوعا. وتم رصد 28 نوعا من الطيور في البيئة الاستوائية المختلطة ويعد طائر الراهب أبو خوذة (Philemon buceroides) والحمام الإمبراطوري الأخضر (Ducula aenea) والعصفور الأبيض العين ذو البطن الليموني (Zosterops chloris) من أكثر الطيور شيوعا. وهنالك طيور أخرى تضم أنواعا ملونة مثل: دجاج الأدغال الأخضر (Gallus varius) والببغاء كبير المنقار (Tanygnathus megalorynchos) والكوكاتو أصفر العرف (Cacatua sulphurea) المهدد بالانقراض. وهنالك نوعان من العقبان التي تعيش في المتنزه: العقاب أبيض البطن وعقاب فلوريس البازي وهو نادر للغاية ويعيش على جزيرة رنكا وفلوريس وتم تسجيل مشاهدته في جزيرة كومودو ولكن لم يتم تأكيد ذلك.

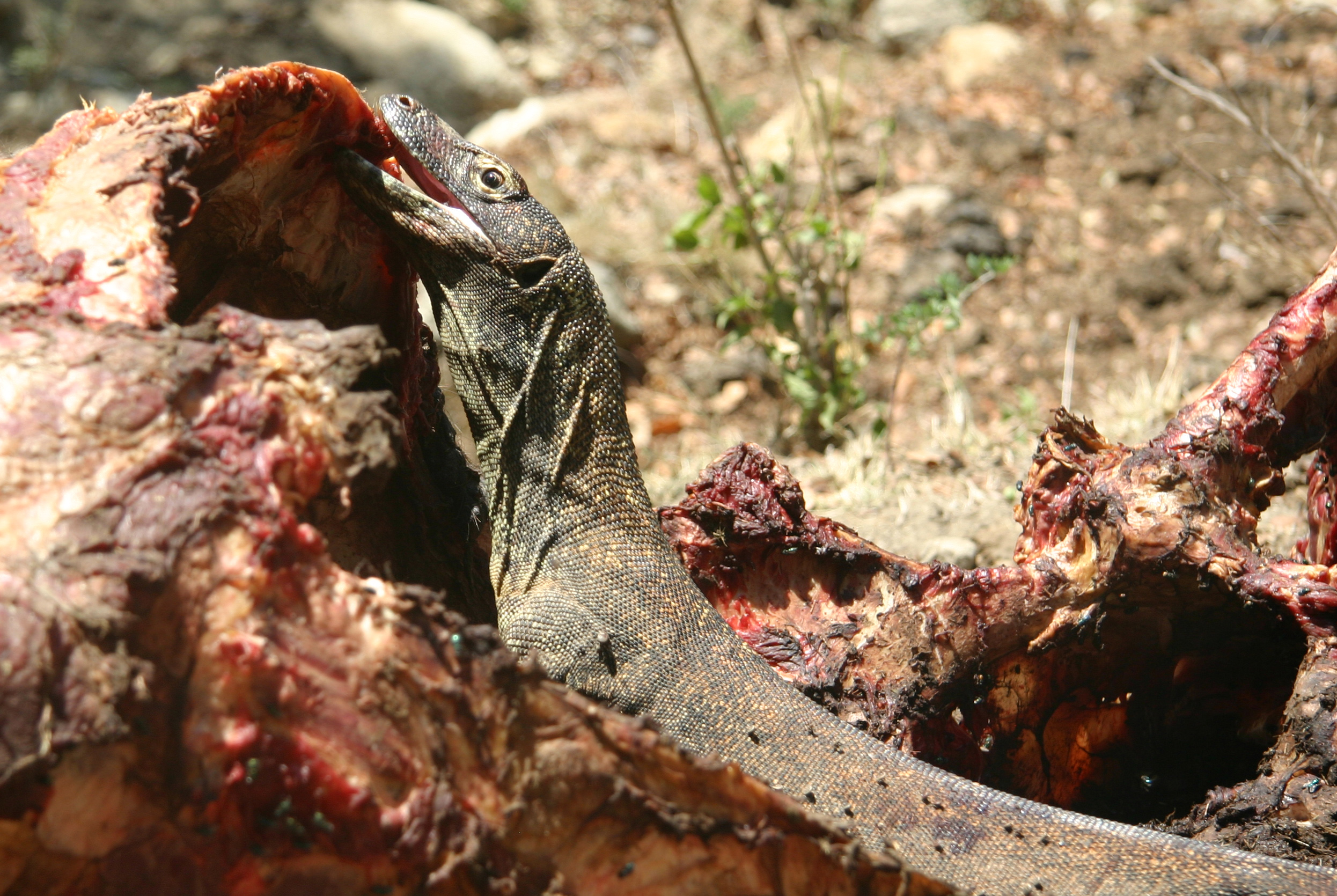
تنين كومودو يتغذى على جيفة
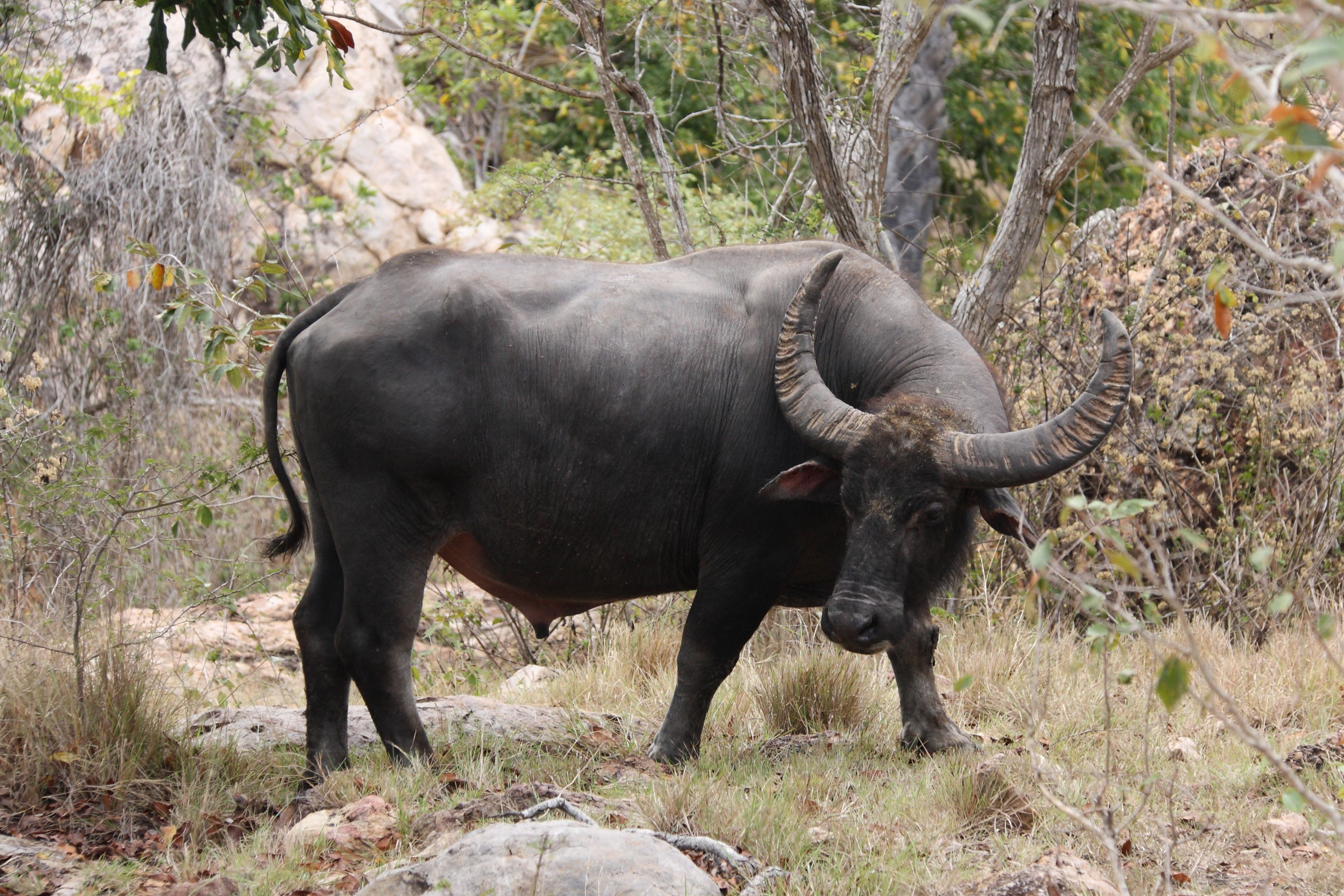
جاموس الماء
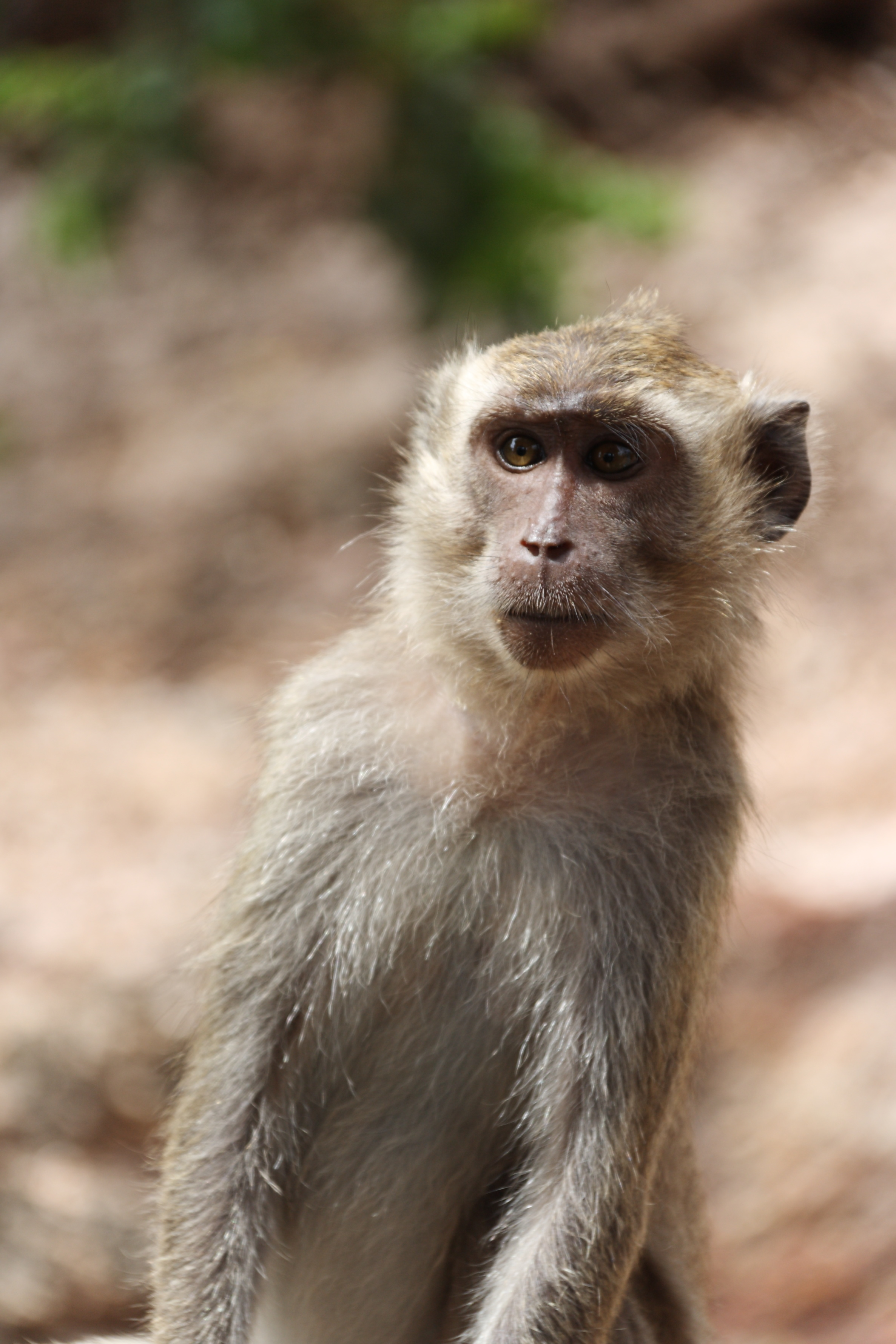
المكاك طويل الذيل
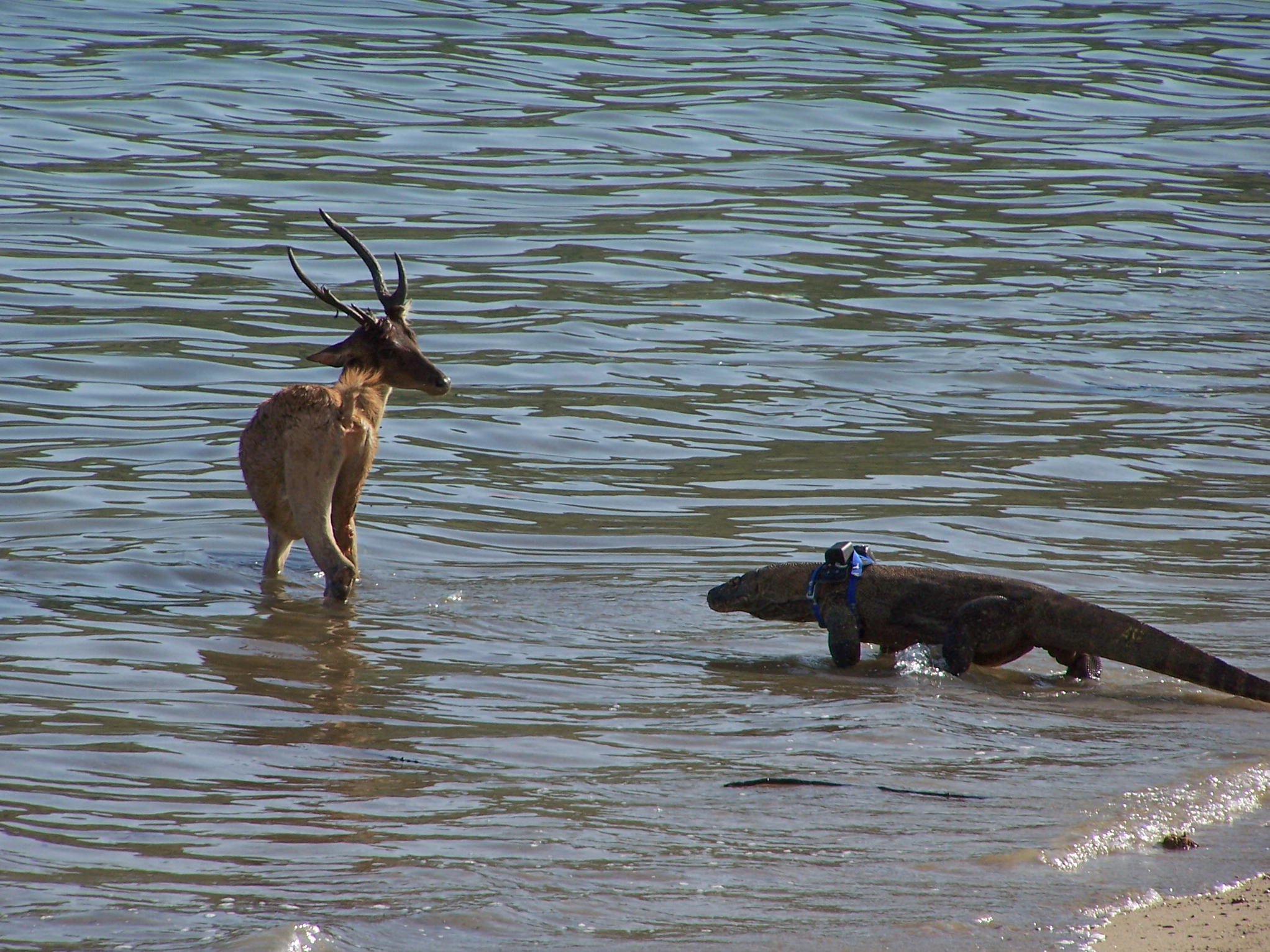
تنين كومودو يطارد غزال
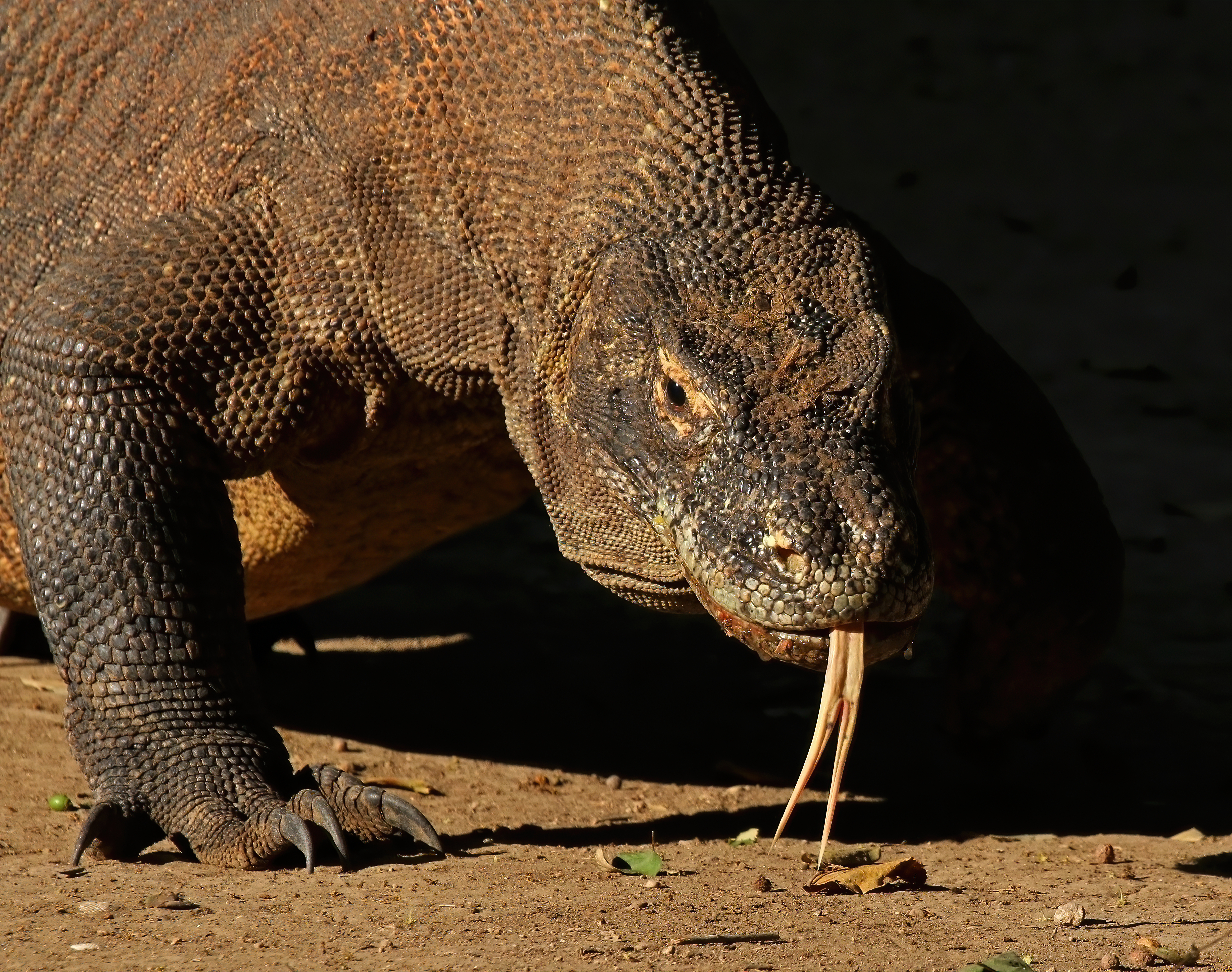
على جزيرة رنكا

## الحفظ
تم إنشاء جزيرة بادار وجزءا من جزيرة رنكا كمحمية طبيعية في عام 1938م. وتم إعلان جزيرة كومودو محمية طبيعية في عام 1965م وفي يناير من عام 1977م تم إعلانها كمحمية للمحيط الحيوي ضمن برنامج الإنسان والمحيط الحيوي التابع لليونسكو. وقد تم إعلان الجزر الثلاث متنزها وطنيا في عام 1980م وتمت توسعة المتنزه لاحقا ليشمل المنطقة البحرية المحيطة وجزءا من جزيرة فلوريس في عام 1984م. وفي عام 1991م تم إعلان المتنزه الوطني موقعا للتراث العالمي التابع لليونسكو.
ومنذ عام 1995م تقوم منظمة حماية الطبيعة (TNC)، وهي منظمة بيئية أمريكية، بدعم هيئة المتنزه الوطني. وقد تم وضع خطة إدارة جديدة مع منظمة حماية الطبيعة وتم تنفيذها في عام 2000 لمعالجة مشكلة زيادة استغلال الموارد البحرية والبرية. وينشأ معظم الضغط على الموارد البحرية من مجتمعات الصيد والمشاريع التجارية من خارج المتنزه. مع ذلك، فإن الضوابط والقيود المفروضة على استخدام الموارد أثرت في الغالب على سكان المتنزه الذين ليست لديهم خيارات كثيرة للحصول على لقمة العيش حيث يعتمدون على ما يوفره المتنزه. ويعد توفير سبل عيش بديلة جزءا من إستراتيجية الإدارة العامة لكن المجتمعات التي تسكن في المتنزه لم تستفد حتى الآن من أي إجراءات تلبي احتياجاتها.
وفي عام 2010 تم مصادرة تصريح شركة بوتري ناجا كومودو (PNK) بعد خمس سنوات من التشغيل. وقد كانت شركة بوتري ناجا كومودو شركة مشتركة غير ربحية ممولة جزئيا من منظمة حماية الطبيعة والبنك الدولي لتشغيل المرافق السياحية على أمل جعل المتنزه مكتفيا ذاتيا من الناحية المالية. وبعد هذه الفترة جاء الكثير من الصيادين غير الشرعيين بسبب ضعف قوة الإنفاذ الذي نتج عن رحيل منظمة حماية الطبيعة التي ساعدت في مكافحة ممارسات الصيد المدمرة. وفي أوائل عام 2012 وجد عمال الغوص وحماة البيئة الكثير من مواقع الشعاب المرجانية المقفرة التي تشبه في شكلها أسطح القمر الرمادية. ويقوم الصيادون غير الشرعيين بتفجير المواقع باستخدام «قنابل» في عملية تعرف بصيد السمك بالتفجير حيث يخلط الصيادون الأسمدة والكيروسين معا في زجاجات البيرة لاستخدامها كمتفجرات أو استخدام زجاجات انضغاطية لرش السيانيد في الشعاب المرجانية بهدف صعق السمك والإمساك به. وخلال السنتين الماضيتين تم إلقاء القبض على أكثر من 60 صيادا غير شرعي حتى أنه تم إطلاق النار على أحد المشتبه بهم وقتله بعد أن حاول الهرب عن طريق إلقاء متفجرات السمك على الحراس.

## السكان
يوجد حاليا ما يقارب 4000 نسمة يعيشون داخل المتنزه موزعين على أربع مستوطنات (كومودو، رنكا، كيرورا، باباجاران) حيث أن جميع القرى كانت موجودة قبل عام 1980 قبل أن يتم إعلان المنطقة متنزها وطنيا. وفي عام 1928، كان هنالك 30 شخصا فقط يعيشون في قرية كومودو وحوالي 250 شخصا على جزيرة رنكا في عام 1930. وقد ازداد عدد السكان بشكل سريع، فبحلول عام 1999 كان هنالك 281 عائلة يبلغ عدد أفرادها 1169 نسمة على كومودو وهذا يعني أن السكان المحليين قد ازداد عددهم أضعافا مضاعفة. وقد حصلت جزيرة كومودو على أعلى ارتفاع في عدد السكان من بين القرى داخل المتنزه، ويرجع ذلك في معظمه إلى هجرة السكان من سييب ومانجراي ومادورا وجنوب سولاويزي. وقد ارتفع عدد المباني في كامبنج كومودو بشكل سريع من 30 منزلا في عام 1958 إلى 194 منزلا في عام 1994 و270 منزلا في عام 2000. وتعد قرية باباجاران مماثلة في الحجم حيث تضم 258 عائلة يبلغ عدد أفرادها 1078 نسمة. وفي تعداد عام 2010 بلغ عدد السكان في جزيرة كومودو 1508 نسمة بينما بلغ عدد السكان في قرية باباجاران 1262 نسمة. واعتبارا من عام 1999 كان عدد سكان قرية رنكا 835 نسمة وكان عدد سكان قرية كيرورا 185 نسمة. يبلغ مجموع السكان الذين يعيشون حاليا في المتنزه 3267 نسمة بينما يعيش 16816 نسمة في المنطقة المحيطة تماما بالمتنزه.

### التعليم
يبلغ متوسط مستوى التعليم في قرى متنزه كومودو الوطني الصف الرابع من المدرسة الابتدائية. هنالك مدرسة ابتدائية تقع في كل قرية لكن لا تستقبل المدرسة طلابا جددا في كل عام. لدى كل قرية في المتوسط أربعة فصول وأربعة معلمين ومعظم الأطفال الذين يأتون من الجزر الصغيرة من منطقة كيكاماتان كومودو(كومودو، رنكا، كيرورا، باباجاران، ميسا) لا ينهون المدرسة الابتدائية. أقل من 10% من الذين يتخرجون من المدرسة الابتدائية يدخلون المدرسة الثانوية لأن الفرصة الاقتصادية الرئيسة (الصيد) لا تتطلب مواصلة التعليم. ويجب إرسال الطلبة إلى لابوان باجو للذهاب للمدرسة الثانوية لكن نادرا ما يحدث هذا في أسر الصيادين.

### الصحة
معظم القرى الواقعة داخل المتنزه وحوله لديها عدد قليل من مرافق المياه العذبة المتاحة إن وجدت أساسا خاصة خلال موسم الجفاف حيث تنخفض جودة المياه خلال هذه الفترة ويمرض الكثير من الناس لذلك فإن الملاريا والإسهال من الأمراض المتفشية في المنطقة. ولا توجد مياه عذبة متوفرة في جزيرة ميسا، حيث يبلغ عدد السكان حوالي 1500 نسمة، ويتم إحضار المياه العذبة عن طريق القوارب في أوعية لحفظ المياه من لابوان باجو. وتحتاج كل عائلة في المتوسط 100000 روبية شهريا لشراء المياه العذبة (2000). وكل قرية تقريبا لديها منشأة صحية محلية مع موظفين ومسعف واحد على الأقل وتعد جودة مرافق الرعاية الطبية منخفضة.

### الأوضاع الاجتماعية والثقافية والأنثروبولوجية
العادات والتقاليد: تعرضت المجتمعات التقليدية في كومودو وفلوريس وسمباوا إلى تأثيرات خارجية حتى أن تأثير العادات والتقاليد بدأ يتضاءل. وقد لعب كل من التلفاز والإذاعة وكثرة التنقل دورا في تسريع وتيرة التغيير بالإضافة لوجود تدفق ثابت من المهاجرين إلى المنطقة. وفي الوقت الحالي تضم كل القرى تقريبا أكثر من مجموعة عرقية واحدة.

### الدين
غالبية الصيادون الذين يعيشون في القرى المحيطة بالمتنزه هم من المسلمين ويؤثر أئمة الدين بشكل كبير في ديناميات التنمية المجتمعية. ومعظم الصيادين الذين ينحدرون من جنوب سولاويزي (باجاو، بوجس) وبيما هم مسلمون أما معظم الذين ينحدرون من مانجاراي هم مسيحيون.

### الأنثروبولوجيا واللغة
هنالك العديد من المواقع الثقافية في المتنزه خاصة على جزيرة كومودو. هذه المواقع لم يتم توثيقها بشكل جيد ومع ذلك هنالك العديد من الأسئلة التي تتعلق بتاريخ الوجود البشري على الجزيرة. وفي خارج المتنزه في قرية وارلوكا على جزيرة فلوريس هنالك آثار محطة تجارية صينية ذات أهمية، وقد نهبت الاكتشافات الأثرية من هذا الموقع في الماضي القريب. معظم المجتمعات في المتنزه وحوله بإمكانهم تحدث اللغة الإندونيسية. ولغة باجو هي اللغة المستخدمة للتواصل اليومي في معظم المجتمعات.

### نزاعات بين حماة البيئة والمجتمع المحلي
هنالك جدل يحيط بموت عدة صيادين منذ عام 1980 حيث أن هنالك خلافا فيما يتعلق بظروف موت هؤلاء الصيادين. فبينما تدعي دورية المتنزه (حيث كانت تشمل في ذلك الوقت أفراد الشرطة والبحرية) بأنهم تصرفوا دفاعا عن النفس تتهم مجتمعات الصيد إدارة المتنزه بأنهم تعمدوا قتل الصيادين.
وفي أواخر فبراير من عام 2014، قام أفراد من قوات شرطة بريموب الخاصة بقتل اثنين من بين عشرة صيادين عندما أطلق الصيادون النار عليهم بأسلحتهم النارية الخمسة. وكان الصيادون يحاولون اصطياد غزلان في المتنزه مما قد يمثل مصدر تهديد لتنانين كومودو التي تتغذى على هذه الغزلان.

## السياحة

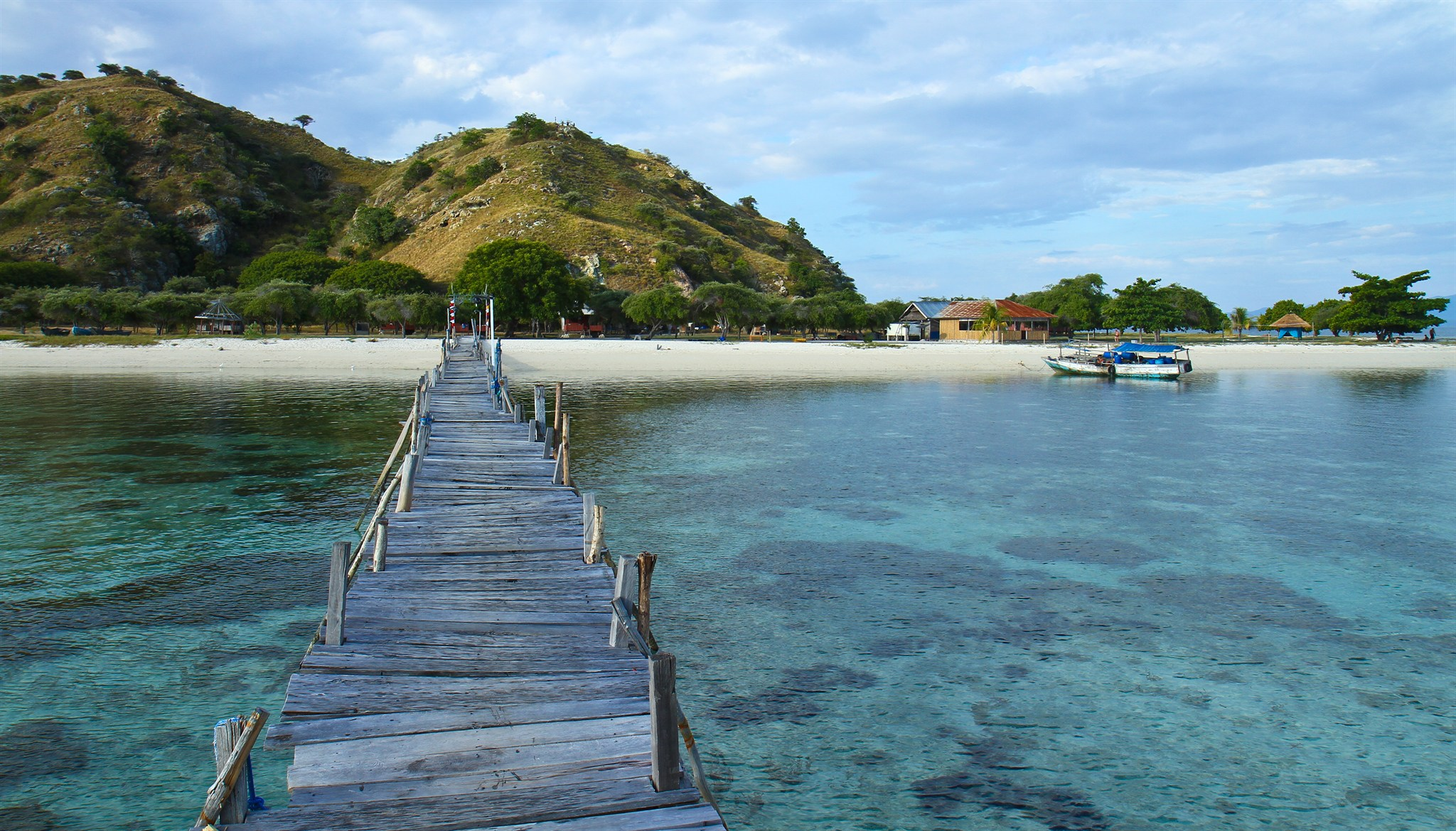
جزيرة كاناوا وهي جزيرة سياحية في متنزه كومودو الوطني.

يحظى الغوص بشعبية كبيرة بسبب التنوع الأحيائي البحري العالي للمتنزه. يعد تطوير السياحة البيئية، المعتمده بشكل كبير على التنوع البحري، هو الاستراتيجية الرئيسة لجعل المتنزه قادرا على تمويل ذاته ولتحصيل إيرادات كافية من خلال رسوم الدخول وتراخيص السياحة لتغطية التكاليف التشغيلية والإدارية. تحقيقا لهذه الغاية تم منح مشروع مشترك بين منظمة حماية الطبيعة وشركة سياحة امتيازا سياحيا والذي يشتمل على حق كامل في إدارة المتنزه مما أثار جدلا واسع النطاق. واتهم هذا المشروع المشترك بإتخاذ قرارات خلف الأبواب المغلقة، ويزعم كثير من الناس في كومودو وحولها بأنه لم يتم استشارتهم فيما يتعلق بالقرارات التي ستؤثر في النهاية على حياتهم.
ارتفع عدد زوار المتنزه من 36000 في عام 2009 إلى 45000 في عام 2010. وكان معظم الزوار من السياح الأجانب بحكم التكلفة المرتفعة للتنقل إلى هذا المكان البعيد حيث لا يستطيع الزوار المحليين تحمل هذه النفقات. ويمكن أن يستوعب المتنزه ما يصل إلى 60000 زائر سنويا وفقا لوكالة السياحة المحلية.
يتم تسيير عدة أنواع من رحلات القوارب عبر المتنزه الوطني والتي تضم رحلات الغوص ورحلات غطس قصيرة يوميا وتسيير«قوارب سياحية» لمدة أربعة أيام وثلاث ليالي بين لومبوك وفلوريس. ويتم تسيير القوارب السياحية بصورة مستمرة إلا أن سجلات السلامة لها غير مؤكدة. ففي حادث أغسطس عام 2014 غرق أحد هذه القوارب السياحية وفُقِدَ سائحان حيث فصلت التيارات والأمواج القوية بين الركاب العالقين والطاقم الذين كانوا يطفون على سطح البحر في سترات النجاة.

## الروابط الخارجية
- Komodo National Park travel guide from Wikivoyage
- Komodo National Park website
- Official UNESCO website
- Komodo National Park, 12 minutes video released by Unesco

قالب:مواقع التراث العالمي في إندونيسيا
قالب:المتنزهات الوطنية في إندونيسيا